# Lustprincipen
Lustprincipen (tyska: Lustprinzip) är ett begrepp inom psykoanalys, använt av Sigmund Freud. 
Enligt den freudianska psykoanalysen måste den psykiska apparaten hela tiden handskas med dess drifter och retningar; till exempel att känna begäret till lek eller behovet efter mat. Driften eller retningen gör sig gällande för den psykiska apparaten som en laddning som söker sitt utlopp i tillfredsställelse, laddningen varseblis för den psykiska apparaten som känslan av antingen lust eller olust (som ”behag” eller ”obehag” med vardagsspråk). Vid dess tillfredsställelse urladdas laddningen och inviger känslan av lust. Lustprincipen är alltså den psykiska apparatens princip att den vid en känsla av olust eller en förhöjd laddningskvantitet eftersträvar att neutralisera laddningen genom tillfredsställelse. Lustprincipen är härigenom tätt förbuden till nirvanaprincipen, som syftar till att antingen hålla laddningarna vid nollpunkten eller hålla dem vid en så konstant nivå som möjligt. I sin renhet (när den inte underställs realitetsprincipen) eftersträvar lustprincipen omedelbar och direkt tillfredsställelse; antingen genom att avlägsna olusten eller bejaka lusten .
Tillfredsställelse kan nås på tre sätt; genom objekt, genom narcissistisk eller autoerotisk tillfredsställelse , eller genom hallucinatorisk tillfredsställelse (i till exempel drömmar och fantasier). Gällande yttre retningar kan även flykten fungera tillfredsställande. Bortträngningen kan upphäva olustkänslan utan att för den delen tillfredsställa driften eller urladda laddningen, alltså består orsaken till olusten utan att den finns i det medvetna.
I det omedvetna och i detet härjar lustprincipen oinskränkt. Jaget kan med lust- och realitetsprincipen delas in i ett lustjag och ett realjag, där de underkastar sig respektive princip.

## Skillnad mellan lustprincipen ochnirvanaprincipen
Till en början skiljde Freud inte vidare mycket på lust- och nirvanaprincipen (detta framkommer i Utkast till en psykologi 1950 [1895] och i Drömtydning 1900). Men genom att observera att det kan förekomma en ökad laddning som samtidigt är lustfylld, som i fallet med sexuell upphetsning, så förelåg det anledning att skilja dem åt. Det går att tolka det som att nirvanaprincipen tillhör nervsystemet medan lustprincipen tillhör det psykiska, men inga vidare skillnader uppdagas förrän Bortom lustprincipen (1920), då Freud fastställer att lustprincipen har sitt ursprung i nirvanaprincipen. 

## Lustprincipen ochden psykosexuella utvecklingen
Hos spädbarnet är det, enligt Freud, lustprincipen som styr kroppens behov då detet dominerar spädbarnets beteende, som är omedvetet. När barnet lär sig att omedelbar behovstillfredsställelse inte fungerar inträder jaget och barnet lär sig realitetsprincipen – att ta hänsyn till omständigheterna – det vill säga använda sitt förnuft och tänkande. 

### Allmänna källor
- Bra Böckers lexikon, 1977